# Andrea Gallo

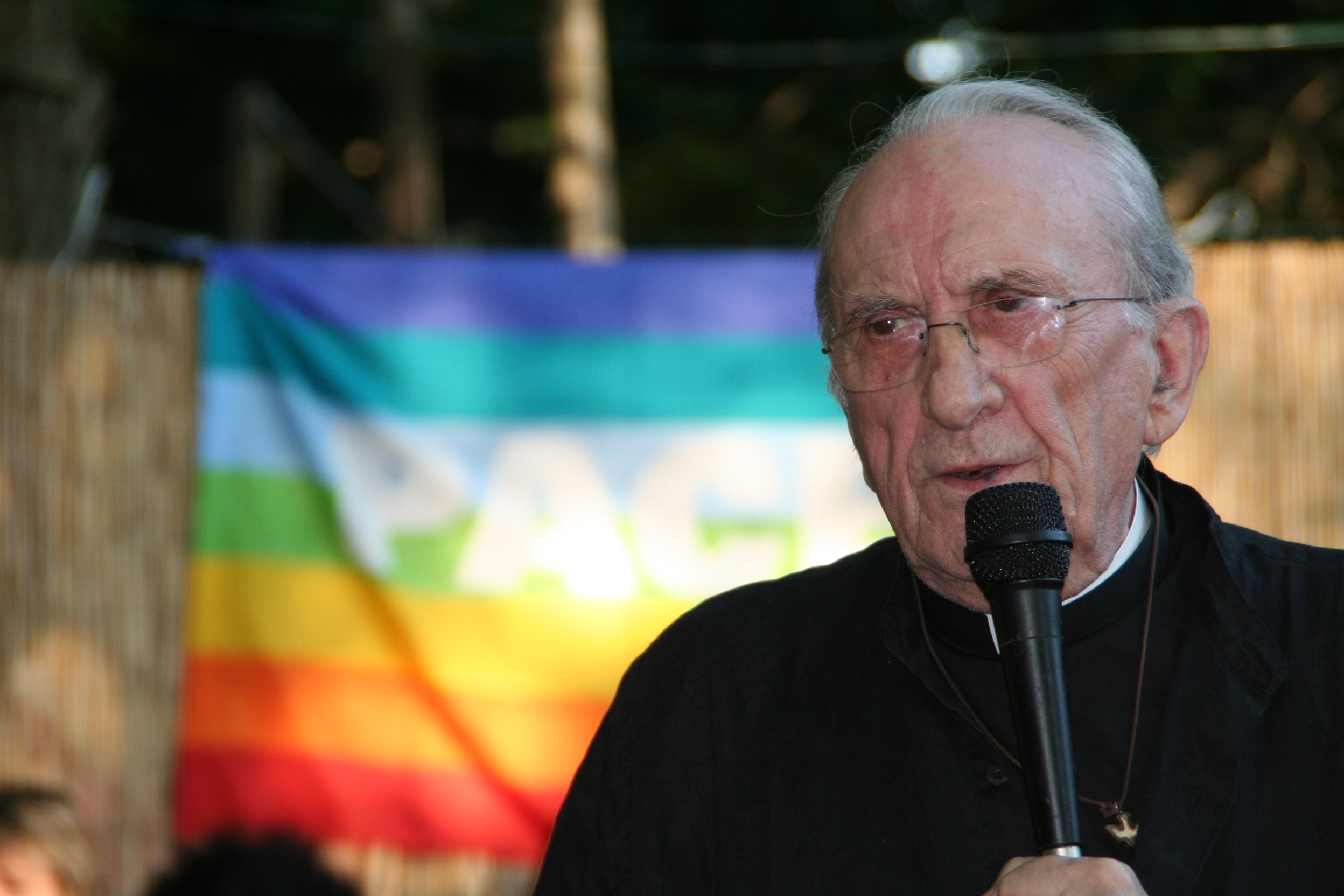
Don Gallo auf einer Veranstaltung der Organisation Emergency am 22. Juli 2007 in Bolano

Don Andrea Gallo (* 18. Juli 1928 in Genua, Italien; † 22. Mai 2013 ebenda) war ein italienischer katholischer Priester und christlicher Sozialreformer. Er hat die Gemeinschaft San Benedetto al Porto in Genua gegründet und ist in Italien als der Priester der Straße bekannt.

## Leben
Andrea Gallo fühlte sich schon als Jugendlicher vom Orden der Salesianer Don Boscos (SDB) angezogen und trat 1948 in deren Noviziat in Varazze ein. Anschließend besuchte er in Rom ein Gymnasium und studierte Philosophie. Im Jahr 1953 wurde er von seinem Orden auf seinen Wunsch nach São Paulo in Brasilien geschickt, wo er neben der Missionsarbeit weiter Theologie studierte. Aufgrund der politischen Verhältnisse in Brasilien kehrte er bereits ein Jahr später nach Italien zurück, wo er sein Theologiestudium in Ivrea abschloss und schließlich am 1. Juli 1959 zum Priester geweiht wurde.
Im Jahr darauf wurde Gallo Kaplan auf der Nave Scuola della Garaventa, einem Schulschiff für straffällig gewordene und schwer erziehbare Jugendliche. Dort versuchte er, einen neuen Erziehungsansatz einzuführen, der die bisherigen repressiven Methoden durch eine Pädagogik auf der Basis von Vertrauen und Freiheit ersetzen sollte. Die Jugendlichen nahmen dieses neue Konzept an und engagierten sich in einer ihnen angebotenen teilweisen Selbstverwaltung. Kritik an Gallos Arbeit kam jedoch von seinem Orden, der ihm 1963 die Verantwortung für dieses Projekt entzog und ihn versetzte. Daraufhin verließ Gallo die Salesianer und wurde in das Erzbistum Genua inkardiniert.
Kardinal Siri, der Erzbischof von Genua zu jener Zeit, schickte ihn zunächst auf die Insel Capraia, um dort als Gefängniskaplan zu wirken. Zwei Monate später wurde er jedoch zum zweiten Priester der Kirchengemeinde Carmine in Genua bestimmt, wo er bis zum Jahr 1970 wirkte. In Genua legte Gallo den Schwerpunkt seiner Arbeit auf die Unterstützung der Armen und Ausgegrenzten. Diese Arbeit, verbunden mit seiner deutlichen Kritik am politischen und kirchlichen Establishment, trug Gallo den Vorwurf ein, „Kommunist“ zu sein und führte im Jahr 1970 auf Veranlassung der italienischen Bischofskonferenz zur Anordnung einer erneuten Zwangsversetzung in das Gefängnis von Capraia durch Kardinal Siri. Auch eine große Protestbewegung in Carmine zugunsten Don Gallos konnte nichts an dieser Entscheidung ändern.
Don Gallo weigerte sich, dieser Zwangsversetzung Folge zu leisten und wurde stattdessen vom Pfarrer von San Benedetto al Porto, Don Federico Rebora, in seine Gemeinde aufgenommen. Dort gründete Don Gallo die Gemeinschaft San Benedetto al porto, die sich überregional der Arbeit mit Armen und Ausgegrenzten widmet. Daneben engagierte sich Don Gallo in der italienischen Friedensbewegung und in einer Bewegung zur Legalisierung weicher Drogen (zusammen mit Vasco Rossi und Piero Pelù).
Am 27. Juni 2009 hat Don Gallo am Genova Pride Day 2009 teilgenommen, wo er die Haltung der katholischen Kirche zur Sexualität und speziell gegenüber den Homosexuellen kritisierte und am 15. August 2011 wurde er als schwule Persönlichkeit des Jahres von gay.it ausgezeichnet. Im November 2010 erschien das in Italien viel beachtete Buch von Don Gallo und Loris Mazzetti Sono venuto per servire (Ich bin gekommen um zu dienen).
Don Gallo hat sich auch am ersten Soloalbum von Cisco, einem ehemaligen Sänger der Modena City Ramblers beteiligt.

## Werke von Don Gallo
- La chiesa di San Giuliano. Guida storico artistica, Venezia, Edizioni studium cattolico veneziano, 1995. ISBN 88-85351-20-4.
- Poi siamo tutti belli. La Comunità di San Benedetto attraverso le agende di don Andrea Gallo, Roma, Sensibili alle Foglie, 1995.
- L’inganno droga, Tivoli, Sensibili alle Foglie, 1998. ISBN 88-86323-30-1.
- Il fiore pungente. Conversazione con Don Andrea Gallo, di Fabia Binci e Paolo Masi, Arenzano, O Caroggio, 2000; Milano, Dalai, 2011. ISBN 978-88-662-0070-3.
- Trafficanti di sogni, con altri, Lerici, Ippogrifo Liguria, 2004.
- Angelicamente anarchico. Autobiografia, Milano, Mondadori, 2005. ISBN 88-04-53593-8.
- Il cantico dei drogati. L’inganno droga nella società delle dipendenze, Dogliani, Sensibili alle Foglie, 2005. ISBN 88-86323-98-0.
- Io cammino con gli ultimi, con Federico Traversa, Genova, Chinaski, 2007. ISBN 88-89966-10-6.
- In viaggio con Don Gallo, con Federico Traversa, Genova, Chinaski, 2008. ISBN 88-89966-26-2.
- Così in terra, come in cielo, con Simona Orlando, Milano, Mondadori, 2010. ISBN 978-88-04-59654-7.
- Sono venuto per servire, con Loris Mazzetti, Roma, Aliberti, 2010. ISBN 978-88-7424-614-4.
- E io continuo a camminare con gli ultimi, con Federico Traversa, Genova, Chinaski, 2011. ISBN 88-89966-65-3.
- Ancora in strada. Un prete da marciapiede, con Bruno Viani, Genova, De Ferrari, 2011. ISBN 978-88-640-5283-0.
- Di sana e robusta Costituzione, Roma, Aliberti, 2011. ISBN 978-88-7424-789-9.
- Il vangelo di un utopista, Reggio Emilia-Roma, Aliberti, 2011. ISBN 978-88-7424-820-9.
- Se non ora, adesso. [Le donne, i giovani, la liberazione sessuale], Milano, Chiarelettere, 2011. ISBN 978-88-619-0181-0.
- Non uccidete il futuro dei giovani, Milano, Dalai, 2011. ISBN 978-88-662-0232-5.
- La buona novella. Perché non dobbiamo avere paura, Roma, Aliberti, 2012. ISBN 978-88-7424-869-8.
- Sopra ogni cosa. Il Vangelo laico secondo Fabrizio De André nel testamento di un profeta. Piemme, 2014. ISBN 978-88-566-2458-8.

## Werke über Don Gallo
- Fabia Binci e Paolo Masi, Il fiore pungente – Conversazioni con don Andrea Gallo, Arenzano, Editrice O Caroggio, 2000.
- Bruni Viani, Prete da marciapiede, Genova, De Ferrari, 2002. ISBN 978-88-7172-415-7.
- Corrado Zunino, Preti contro, Roma, Fandango, 2002. ISBN 978-88-8751-742-2.